# Elvira Aljukić
Elvira Aljukić (Tuzla, 12. svibnja 1976.) bosanskohercegovačka je kazališna, televizijska i filmska glumica. Najpoznatija po ulozi Anđelke Penave u seriji Na granici.

## Životopis
Rođena je u Tuzli 1976. godine. U Narodnom kazalištu Tuzla je od 1994. godine. Akademiju dramskih umjetnosti Tuzla završava 2002. godine .
Nakon prve godine studija postaje stipendistica Narodnog kazališta Tuzla i od 2003. godine je stalni član ansambla. Do sada u Narodnom kazalištu odigrala je veliki broj predstava.

## Filmografija

### Televizijske uloge
- "Igra sudbine" (srpska sapunica) kao Rabija Džonlagić "Žiška" (2021. – 2022.)
- "Bogu iza nogu" kao Zdenka Žderić (2021.)
- "Na granici" kao Anđelka Penava (2018. – 2019.)
- "Ne diraj mi mamu" kao Fata Karapus (2018.)
- "Vi ste dobro, a kako smo mi?" kao ujna Elvira (2016.)
- "Lud, zbunjen, normalan" kao Sanela Hadžimuftezović (2012. – 2015.)
- "Kriza" kao Suada (2014.)
- "Kad bude, biće" kao Beba (2012.)
- "Dva smo svijeta različita" kao Ines (2011.)

### Filmske uloge
- "Po tamburi" kao učiteljica brijanja (2021.)